# Subregió de Balıkesir
La subregió de Balıkesir (TR22) és una de les 26 subregions estadístiques de Turquia.

## Regions de tercer grau (províncies)
- Província de Balıkesir (TR221)
- Província de Çanakkale (TR222)